# Abu al-Husayn al-Basri
Pour les articles homonymes, voir Al-Basrî.
Abu'l-Husayn al-Basri ou Abū al-Ḥusayn al-Baṣrī était un théologien musulman mu'tazilite et un juriste de l'école hanafite originaire, comme son nom l'indique, de Basra (Bassorah). Il serait né vers 980. Il est mort à Bagdad en 1044. 
Il fut l'élève de Abdel al-Jabbar, qui lui a enseigné le kalam et les usul al-fiqh. Il a étudié aussi la philosophie et les sciences. Puis il a enseigné à son tour à Bagdad. 
Seuls certains de ses textes juridiques ont été conservés. Son œuvre théologique a été entièrement perdue, à l'exception de trois fragments de Tasaffuh al-adilla, retrouvés à St-Pétersbourg. Il y développe une preuve de l'existence de Dieu qui devance la démonstration par la particularisation (takhṣīṣ) donnée par al-Juwaynī. Ce fait accrédite l'idée qu'il a eu une influence importante sur la doctrine du théologien ash'arite. Il défend l'idée du libre arbitre contre les « jabarites » qui croient au contraire que les actes humains sont l'effet de la seule volonté divine. 
Mais le pouvoir était plus favorable aux jabarites, dont la théorie prêche la soumission à l'ordre établi. 
Il est l'auteur du Kitāb al- Muʿtamad fī uṣûl al-fiqh, traduit en français sous le titre de L'Accord unanime de la communauté comme fondement des statuts légaux de l'Islam, par Marie Bernand, en 1970 aux éditions Vrin.
Il a écrit aussi Ziyâdât al-mu'tamad et al-Qiyâs as-sar'î. Également un commentaire sur Abd al-Jabbar, mais qui n'a pas été conservé. 
On ne connaît sa doctrine théologique que par l'intermédiaire de son élève Mahmud al-Malahimi. Profondément influencée par les philosophes, elle constitue, avec l'école bahshamite des disciples de al-Jubbaî, l'un des deux courants principaux du mutazilisme.

### Notices d'autorité
- VIAF
- ISNI
- BnF (données)
- IdRef
- LCCN
- GND
- CiNii
- Pays-Bas
- Israël
- NUKAT
- Vatican
- Norvège
- WorldCat